# Хаватіб
Хаваті́б — невеликий острів в Червоному морі в архіпелазі Дахлак, належить Еритреї, адміністративно відноситься до району Дахлак регіону Семіен-Кей-Бахрі.

## Географія
Розташований на північний захід від острова Хаватіб-Кебір. Має округлу форму діаметром 0,8-1 км. На відміну від інших островів архіпелагу Хаватіб не облямований піщаними мілинами та кораловими рифами.